# Kuchyně (způsob přípravy jídla)

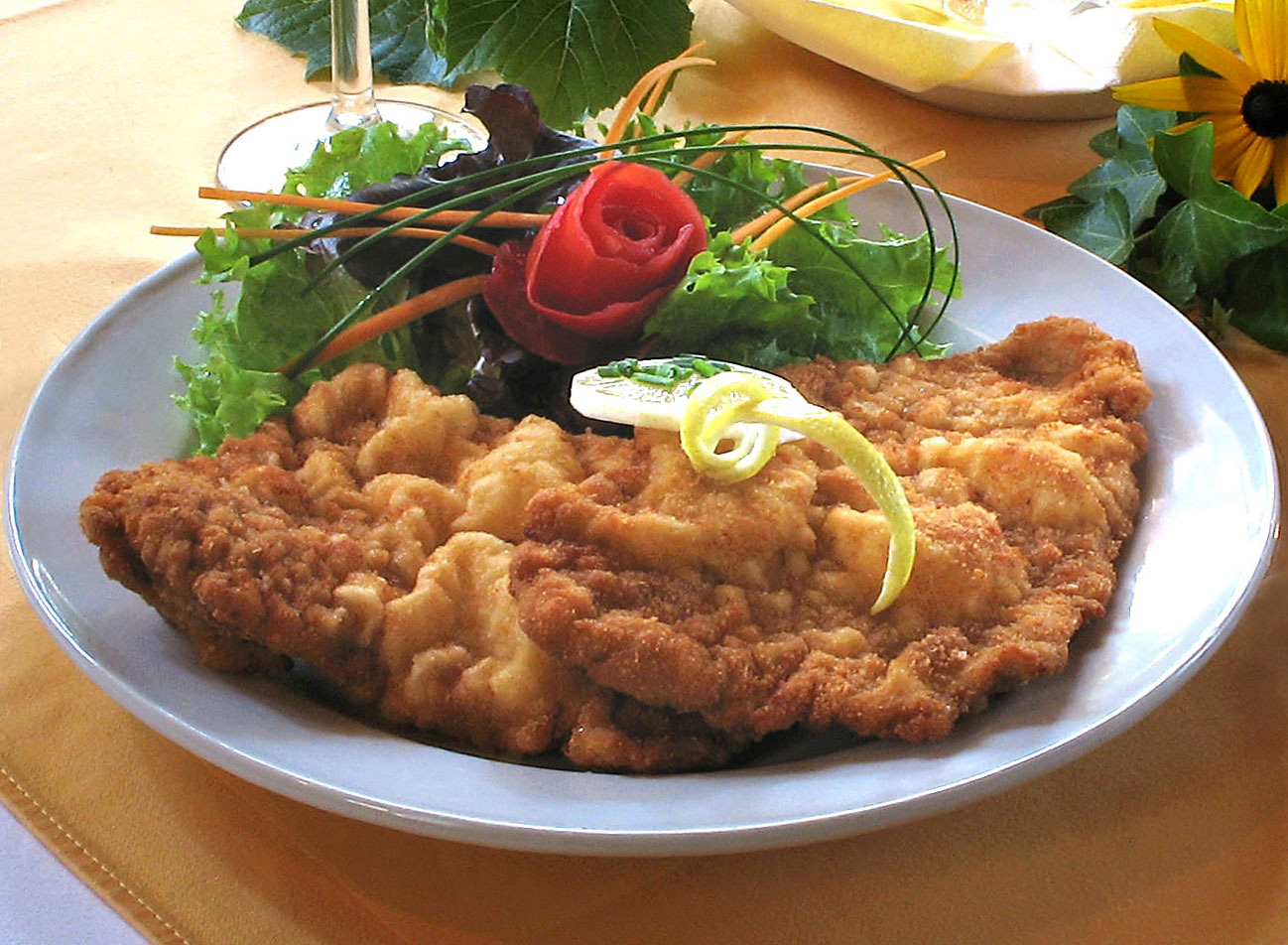
Vídeňský řízek, příklad rakouské a středoevropské kuchyně

Kuchyně je označení pro styl přípravy pokrmů, který je charakteristický pro nějakou oblast (např. středomořská kuchyně), zemi (britská kuchyně), kulturu (muslimská kuchyně), nějaký kontinent (africká kuchyně), národ (česká kuchyně), nějakou epochu (středověká kuchyně), třídu (buržoazní kuchyně, haute cuisine), subkulturu (veganská kuchyně), město (barcelonská kuchyně), skupinu obyvatel (myslivecká kuchyně) apod. Existují také četné specifické kulinářské směry a technologické postupy, které se nazývají kuchyně (např. nouvelle cuisine, molekulární kuchyně).
Každá kuchyně se vyznačuje specifickými přísadami, technikami a pokrmy, byť obvykle se vyskytují mezi jednotlivými kuchyněmi velké průniky a prakticky každá kuchyně v historii se inspirovala jinými kuchyněmi a přebírala cizí tradice. Za poměrně izolovanou bývá označována například kuchyně japonská. Kuchyně může být důležitá pro národní či regionální identitu. Může hrát roli v turismu - mnoho turistů vyhledává místní speciality jako součást svého cestovatelského zážitku.
Kuchyně často souvisí s náboženstvím, řada náboženských systémů zakazuje požívání některých pokrmů, zejména mas (například islám zakazuje požívat vepřové, hinduismus hovězí, buddhismus jakékoli maso apod.). Kuchyně bývají ovlivněny také podnebím a typem rostlin a plodin, které v té které oblasti tradičně rostou či se tam daří jejich pěstování, případně zvířaty, jejichž chovu se v místě daří, nebo se loví.
Jedním z nejcharakterističtějších rysů jednotlivých kuchyní bývá koření. Obchod s kořením v minulosti zásadně ovlivňoval ekonomické i politické dějiny. Koření se exportovalo a importovalo na velké vzdálenosti již v raném starověku.
Jednotlivé kuchyně se poměrně dynamicky proměňují v čase, například japonská kuchyně poznala techniku smažení až v 16. století, s příchodem evropských misionářů, a zásadně ji to proměnilo. Ve druhé polovině 20. století se stalo dosti populárním jednotlivé kuchyně systematicky kombinovat, tomuto jevu se říká obvykle "fúze".
V češtině se užívá pro styl vaření a místnost, kde se připravují pokrmy, stejné slovo, avšak v jiných jazycích tomu tak není (například v angličtině cuisine / kitchen). Nauka o vztahu kuchyně a kultury se nazývá gastronomie.